# Compasso d’Oro

Logo Compasso d’Oro

Der Compasso d’Oro (Goldener Zirkel) ist ein italienischer Industriedesignpreis. Die Auszeichnung ist eine der bedeutendsten in diesem Bereich und geht auf den italienischen Architekten und Designer Gio Ponti zurück. Er wurde von 1954 bis 1963 von der auf Bekleidung, Kosmetik und Haushaltsprodukte spezialisierten Warenhauskette La Rinascente organisiert. Seit 1964 wird der Preis durch die  Associazione per il Disegno Industriale (Verband für Industriedesign / ADI) verliehen.

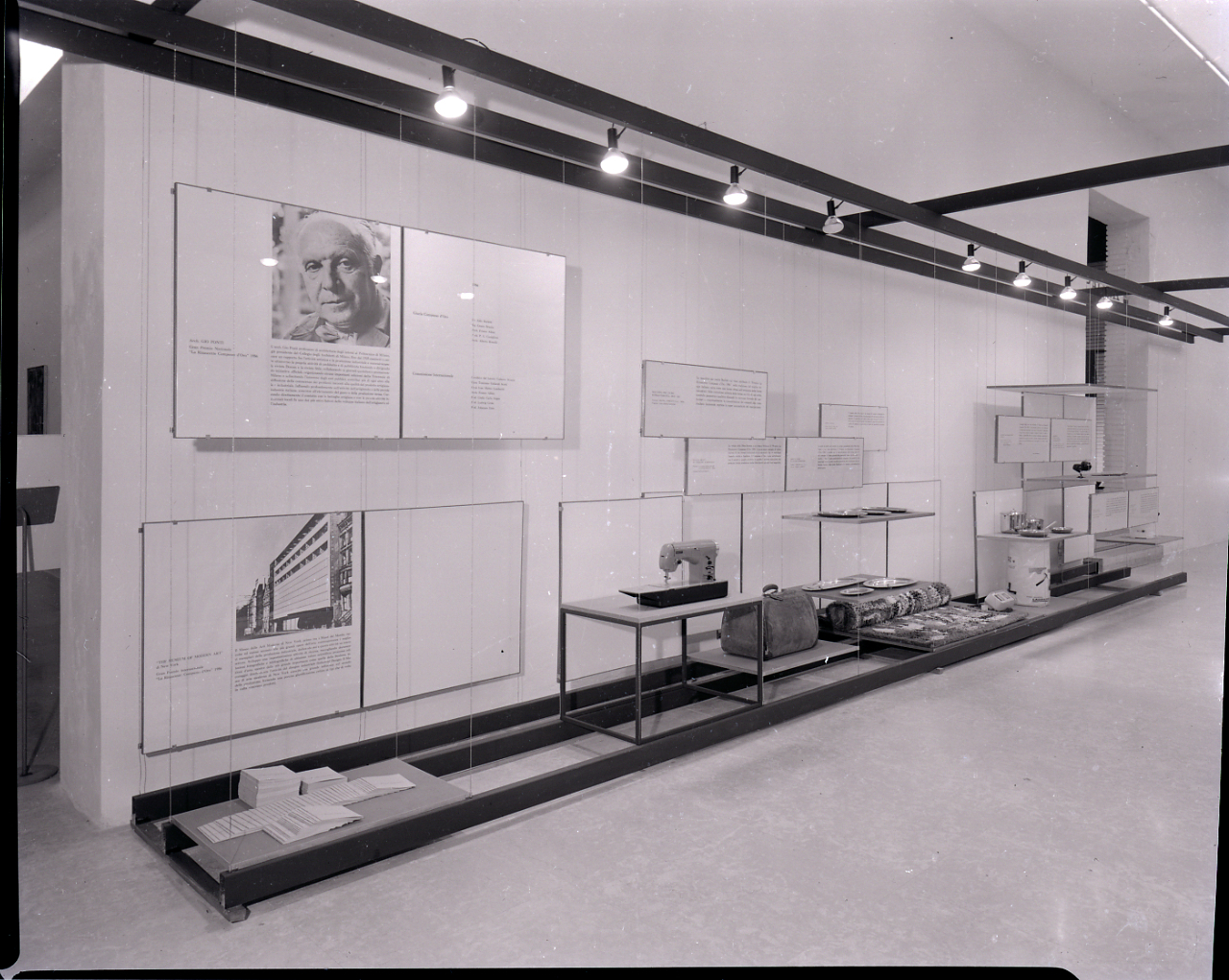
Compasso d’Oro, La Rinascente Preis für Ästhetik des Produkts, Mailand 1956. Foto von Paolo Monti.

Der Preis soll die Werke der Designer, die sowohl ästhetisch herausragen als auch kommerziell erfolgreich sind, auszeichnen. Die prämierten Objekte werden in der "Fondazione ADI per il Design Italiano" in der Collezione Storica del Premio Compasso d’Oro ADI in Mailand ausgestellt. Der Preis wird von einer internationalen Jury verliehen. Ausgezeichnet werden nur in Italien produzierte Gegenstände, daher sind die meisten Preisträger Italiener. Es wurden aber auch internationale Designer für ihre in Italien hergestellten Produkte ausgezeichnet.

## Preisträger (Auswahl)
Eero Aarnio, Studio Alchimia, Ron Arad, Mario Bellini, Cini Boeri, Rodolfo Bonetto, Anna Castelli Ferrieri, Achille Castiglioni, Michele De Lucchi, Kaj Franck, Konstantin Grcic, Herzog & de Meuron, Max Huber, Toyo Ito, Richard Meier, Alessandro Mendini, Flavio Poli, Ernesto Nathan Rogers, Richard Sapper, Gino Sarfatti, Philippe Starck, Renato Rizzi.